# Migliori leader palle rubate ABA
In questa pagina sono elencati i giocatori che hanno fatto registrare il maggior numero di palle rubate nella regular season ABA in totale dalla stagione 1973-1974, ovvero da quando sono state registrate sistematicamente le statistiche relative alle palle rubate in ABA (oltre alle statistiche di 11 giocatori di cui sono disponibili i dati anche della stagione 1972-1973) fino alla stagione 1975-1976 l'ultima stagione prima della fusione con l'NBA.

## Classifica
|  | Eletto nella Basketball Hall of Fame |

- * giocatori di cui sono disponibili e vengono incluse le statistiche relative alle palle rubate anche per la stagione ABA 1972-1973.

| #  | Nome              | Palle rubate | Partite | Media Palle rubate | Ruolo | Esordio | Finale | Squadre |
| -- | ----------------- | ------------ | ------- | ------------------ | ----- | ------- | ------ | --- |
| 1  | Fatty Taylor*     | 803          | 561     | 2,60               | PG    | 1969    | 1976   | Washington Caps, Virginia Squires, Denver Nuggets                                                              |
| 2  | Julius Erving*    | 764          | 407     | 2,40               | SF    | 1971    | 1976   | Virginia Squires, New York Nets                                                                                |
| 3  | Don Buse          | 658          | 318     | 2,70               | PG/SG | 1972    | 1976   | Indiana Pacers                                                                                                 |
| 4  | Ted McClain*      | 638          | 377     | 2,00               | SG    | 1971    | 1976   | Carolina Cougars, Kentucky Colonels, New York Nets                                                             |
| 5  | Ralph Simpson*    | 549          | 487     | 1,70               | SG    | 1970    | 1976   | Denver Rockets/Denver Nuggets                                                                                  |
| 6  | George McGinnis*  | 525          | 314     | 2,20               | PF/SF | 1971    | 1975   | Indiana Pacers                                                                                                 |
| 7  | Mike Gale*        | 509          | 389     | 1,60               | SG/PG | 1971    | 1976   | Kentucky Colonels, New York Nets, San Antonio Spurs                                                            |
| 8  | Brian Taylor      | 500          | 271     | 2,40               | PG    | 1972    | 1976   | New York Nets                                                                                                  |
| 9  | Ron Boone         | 403          | 662     | 1,60               | SG    | 1968    | 1976   | Dallas Chaparrals/Texas Chaparrals, Utah Stars, Spirits of St. Louis                                           |
| 10 | Joe Caldwell*     | 385          | 314     | 2,10               | SF/SG | 1970    | 1975   | Carolina Cougars/Spirits of St. Louis                                                                          |
| 11 | Warren Jabali*    | 384          | 447     | 2,10               | SG/PM | 1968    | 1975   | Oakland Oaks/Washington Caps, Indiana Pacers, The Floridians, Denver Rockets, San Diego Sails                  |
| 12 | James Silas       | 356          | 328     | 1,40               | SG/PG | 1972    | 1976   | Dallas Chaparrals/San Antonio Spurs                                                                            |
| 13 | Freddie Lewis     | 355          | 686     | 1,60               | PG/SG | 1967    | 1976   | Indiana Pacers, Memphis Sounds, Spirits of St. Louis                                                           |
| 14 | Mack Calvin       | 346          | 533     | 1,70               | PG    | 1969    | 1976   | Los Angeles Stars, The Floridians, Carolina Cougars, Denver Nuggets, Virginia Squires                          |
| 15 | George Gervin     | 342          | 269     | 1,40               | SG/SF | 1972    | 1976   | Virginia Squires, San Antonio Spurs                                                                            |
| 16 | Bobby Jones       | 337          | 167     | 2,00               | PF    | 1974    | 1976   | Denver Nuggets                                                                                                 |
| 17 | Chuck Williams    | 319          | 500     | 1,30               | PG    | 1970    | 1976   | Pittsburgh Condors, Denver Rockets/ Denver Nuggets, San Diego Conquistadors, Kentucky Colonels, Memphis Sounds |
| 18 | Bo Lamar          | 300          | 202     | 1,50               | PG/SG | 1973    | 1976   | San Diego Conquistadors/San Diego Sails, Indiana Pacers                                                        |
| 19 | Wil Jones         | 297          | 566     | 1,20               | SF/PF | 1969    | 1976   | Miami Floridians, Memphis Pros/ Memphis Tams,Kentucky Colonels                                                 |
| 20 | Gene Littles*     | 277          | 450     | 1,20               | PG    | 1969    | 1975   | Carolina Cougars, Kentucky Colonels                                                                            |
| 20 | Larry Kenon       | 277          | 249     | 1,10               | PF    | 1973    | 1976   | New York Nets, San Antonio Spurs                                                                               |
| 22 | Billy Cunningham* | 275          | 116     | 2,40               | PF/SF | 1972    | 1974   | Carolina Cougars                                                                                               |
| 23 | Bird Averitt      | 256          | 236     | 1,10               | SG    | 1973    | 1976   | San Antonio Spurs, Kentucky Colonels                                                                           |
| 24 | Dave Twardzik     | 254          | 256     | 1,40               | PG    | 1972    | 1976   | Virginia Squires                                                                                               |
| 25 | Dan Issel         | 245          | 500     | 1,00               | PF/C  | 1970    | 1976   | Kentucky Colonels, Denver Nuggets                                                                              |
| 26 | Rich Jones        | 239          | 474     | 1,00               | SF/PF | 1969    | 1976   | Dallas Chaparrals/Texas Chaparrals/ San Antonio Spurs, New York Nets                                           |
| 27 | Coby Dietrick     | 238          | 362     | 1,00               | C/PF  | 1970    | 1976   | Memphis Pros, Dallas Chaparrals/ San Antonio Spurs                                                             |
| 28 | Louie Dampier     | 236          | 728     | 0,90               | PG    | 1967    | 1976   | Kentucky Colonels                                                                                              |
| 29 | Darnell Hillman   | 223          | 395     | 0,90               | C/PF  | 1971    | 1976   | Indiana Pacers                                                                                                 |
| 29 | John Williamson   | 223          | 228     | 1,00               | SG    | 1973    | 1976   | New York Nets                                                                                                  |
| 31 | George Karl       | 221          | 231     | 1,00               | PG    | 1973    | 1976   | San Antonio Spurs                                                                                              |
| 32 | Marvin Barnes     | 220          | 144     | 1,50               | PF    | 1974    | 1976   | Spirits of St. Louis                                                                                           |
| 33 | Billy Knight      | 150          | 144     | 1,40               | SF    | 1974    | 1976   | Indiana Pacers                                                                                                 |
| 34 | Caldwell Jones    | 205          | 231     | 0,90               | C     | 1973    | 1976   | San Diego Conquistadors/San Diego Sails, Kentucky Colonels, Spirits of St. Louis                               |
| 35 | Len Elmore        | 203          | 153     | 1,30               | C/PF  | 1974    | 1976   | Indiana Pacers                                                                                                 |
| 36 | Mike Green        | 203          | 214     | 0,90               | C     | 1973    | 1976   | Denver Rockets/Denver Nuggets, Virginia Squires                                                                |
| 37 | Willie Wise       | 197          | 475     | 1,40               | SF/PF | 1969    | 1976   | Los Angeles Stars/Utah Stars, Virginia Squires                                                                 |
| 38 | Johnny Neumann    | 189          | 372     | 0,90               | SG/SF | 1971    | 1976   | Memphis Pros/Memphis Tams, Utah Stars, Virginia Squires, Indiana Pacers, Kentucky Colonels                     |
| 39 | Billy Paultz      | 180          | 487     | 0,80               | C     | 1970    | 1976   | New York Nets, San Antonio Spurs                                                                               |
| 40 | Artis Gilmore     | 178          | 420     | 0,70               | C     | 1971    | 1976   | Kentucky Colonels                                                                                              |